# Les Cabannes, Tarn

Les Cabannes este o comună în departamentul Tarn din sudul Franței. În 2009 avea o populație de 353 de locuitori.

## Evoluția populației
| An        | 1975 | 1982 | 1990 | 1999 | 2006 | 2009 |
| --------- | ---- | ---- | ---- | ---- | ---- | ---- |
| Populație | 275  | 280  | 292  | 320  | 342  | 353  |